# Bockfließ
Bockfließ osztrák mezőváros Alsó-Ausztria Mistelbachi járásában. 2021 januárjában 1328 lakosa volt. 

## Elhelyezkedése

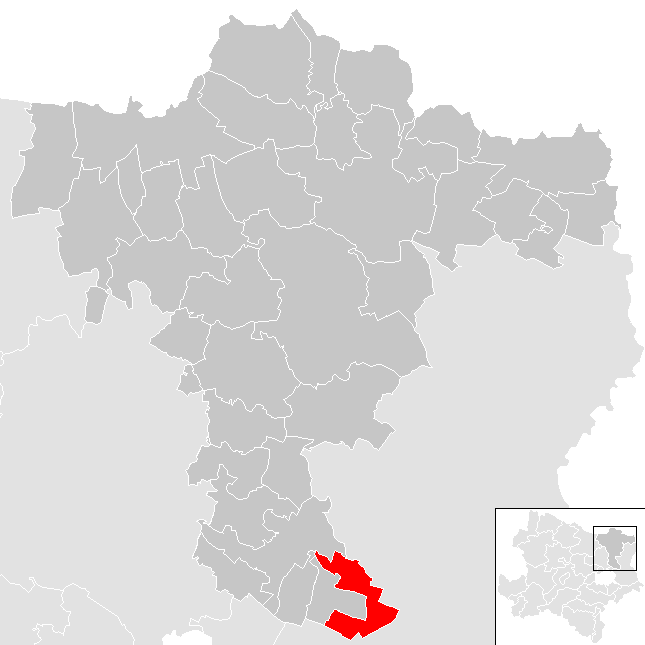
Bockfließ a Mistelbachi járásban

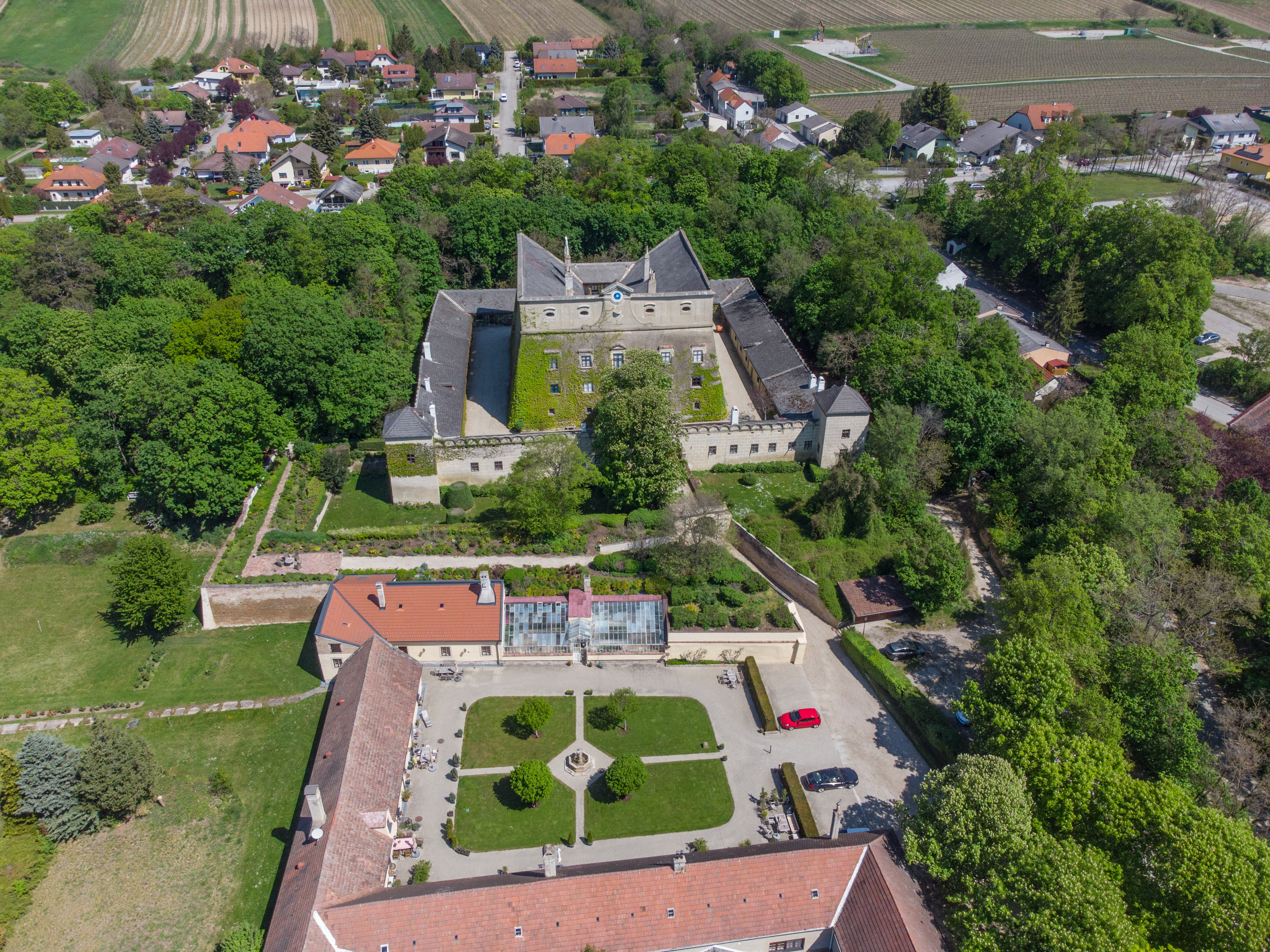
A bockfließi kastély

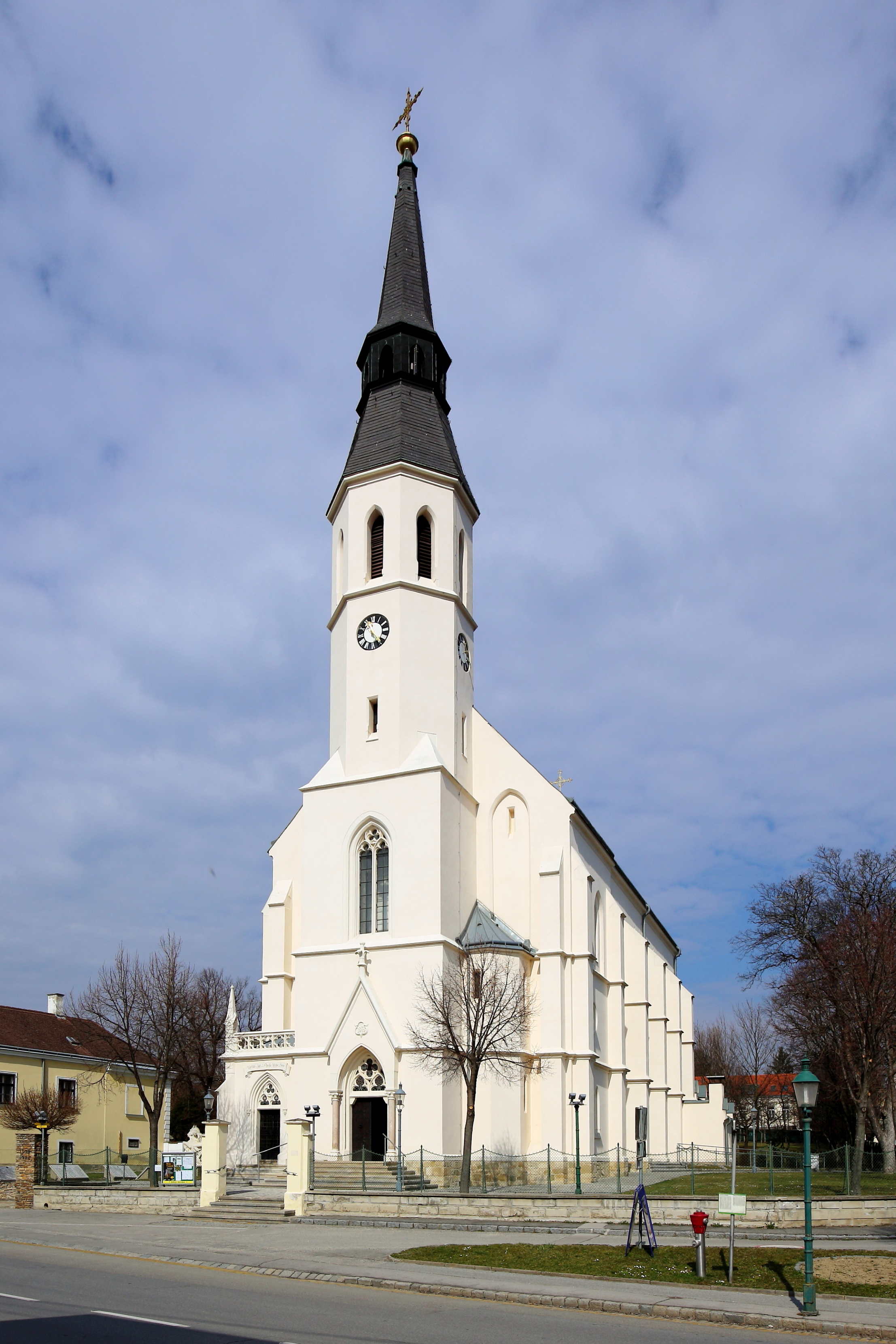
A Szt. Jakab-plébániatemplom

Bockfließ a tartomány Weinviertel régiójában fekszik a Morva-mező északnyugati peremén. Legmagasabb pontja a 250 méteres Bockberg. Területének 21,2%-a erdő, 63,1% áll mezőgazdasági művelés alatt. Az önkormányzathoz két katasztrális község tartozik: Bockfließ és Wendlingerhof.  
A környező önkormányzatok:nyugatra Großengersdorf, északra Wolkersdorf im Weinviertel, északkeletre Auersthal, délkeletre Strasshof an der Nordbahn, délnyugatra Deutsch-Wagram.

## Története
Bockfließt először 1168-ban említik. 1362-ben mezővárosi jogosultságokat kapott. A harmincéves háború során 1635-ben a bekvártélyozott katonák véletlenül felgyújtották a mezővárost, leégett a parókia is.   
Az 1866-os porosz-osztrák háborúban a poroszok megszállták a mezővárost és kétezer katonát szállásoltak el benne. 1879-ben Bockfließ 281 házzal és 1540 lakossal rendelkezett; 1890-re a házak száma 318-ra, a lakosság 1720 főre növekedett.
A második világháborúban 1944 júniusától 1945 áprilisáig magyar zsidó kényszermunkásokat dolgoztattak a bockfließi földeken és a csatornázási munkálatoknál. 1945 április 11-12-én a Vörös Hadsereg ágyúzta a települést, ahol négyen meghaltak és 28 ház romba dőlt. 
2018 decemberében hármas gyilkosság történt a bockfließi kastélyban. AZ áldozatok között volt az olasz születésű, 87 éves Margherita Cassis-Faraone Goëss és férje, Ulrich Goëss.

## Lakosság
A bockfließi önkormányzat területén 2021 januárjában 1328 fő élt. A lakosságszám 1981 óta enyhén gyarapodó tendenciát mutat. 2019-ben az ittlakók 89%-a volt osztrák állampolgár; a külföldiek közül 1,9% a régi (2004 előtti), 3,4% az új EU-tagállamokból érkezett. 4,4% az egykori Jugoszlávia (Szlovénia és Horvátország nélkül) vagy Törökország, 1,3% egyéb országok polgára volt. 2001-ben a lakosok 83,7%-a római katolikusnak, 1,6% evangélikusnak, 1% ortodoxnak, 5,1% mohamedánnak, 7,4% pedig felekezeten kívülinek vallotta magát. Ugyanekkor 2 magyar élt a mezővárosban; a legnagyobb nemzetiségi csoportokat a németek (91,9%) mellett a törökök (3,7%) és a szerbek (1,1%) alkották. 
A népesség változása:

| 2016 | 1 358 |
| 2018 | 1 348 |

## Látnivalók
- a bockfließi kastély
- a Szt. Jakab-plébániatemplom
- az 1500 körül felállított pellengér
- az 1729-ben emelt Szentháromság-oszlop

## Fordítás
- Ez a szócikk részben vagy egészben  a   Bockfließ című német Wikipédia-szócikk ezen változatának fordításán alapul.  Az eredeti cikk szerkesztőit annak laptörténete sorolja fel. Ez a jelzés csupán a megfogalmazás eredetét és a szerzői jogokat jelzi, nem szolgál a cikkben szereplő információk forrásmegjelöléseként.